# Jelentésmegkülönböztető ékezet a spanyol nyelvben
Jelentésmegkülönböztető ékezetnek (tilde diacrítica) nevezik a spanyol nyelvben azt a hangsúlyjelet, amely lehetővé teszi olyan azonos alakú, de eltérő nyelvtani kategóriákhoz tartozó, gyakran előforduló szavak (szópárok) megkülönböztetését, melyek közül az egyik hangsúlyosan, a másik hangsúlytalanul használatos a mondatban. A hangsúlyosan használt alakot ebben az esetben ékezettel jelölik.
A jelentésmegkülönböztető ékezet ugyanakkor nem használatos minden egyes hangsúlyos–hangsúlytalan szópár, például a para hangsúlytalan elöljárószó, és a hangsúlyos para ’megáll’ igealak, vagy a hangsúlytalan entre elöljáró, és a hangsúlyos entre ’lépjen be’ igealak, vagy például a t (te) és a d (de) betűk, valamint a mi és si zenei hangok neveinek a hangsúlytalan de elöljárószótól, te személyes névmástól, mi birtokos melléknévtől, valamint si kötőszótól való megkülönböztetésére, mivel az utóbbi kategóriába tartozó szópárok vagy csak ritkán használatosak, vagy nem fordulhatnak elő félreérthető szövegkörnyezetekben, így a hosszú idő óta kialakult íráshagyomány sosem különböztette meg őket ékezettel. A jelentésmegkülönböztető ékezet használata a spanyol hangsúlyjelölési rendszeren belül egyébként is kivételes, s éppen ezért csak a leggyakrabban használt nyelvtani jellegű szavakra korlátozódik.

## Egyszótagú szavakban
Az alábbi táblázat a jelentésmekülönböztető ékezet használatát mutatja az egyszótagú szavakban, ami a leggyakoribb eset a spanyolban. E szópárok tagjai lehetnek azonos eredetűek is, vagy csupán azonos alakúak, jelentésük azonban eltérő. (A táblázatban szerepel a szavak eredete, valamint nyíllal a spanyol alapszóra való utalás, amelyhez nyelvtanilag tartozik.)
| szó | eredet            | jelentés | szó | eredet              | jelentés                                                                 |
| --- | ----------------- | --- | --- | ------------------- | ------------------------------------------------------------------------ |
| de  | < lat. DĒ         | elöljárószó: ’-ból/-ből’, ’-ról/-ről’, birtokos eset jelzése, stb.                                          | dé  | < lat. DEM, DET     | (→dar) ’adjak’, ’adjon’                                                  |
| el  | < lat. ILLE, ILLA | határozott névelő: ’a(z)’                                                                                   | él  | < lat. ILLE         | hímnemű személyes névmás: ’ő’                                            |
| mas | < lat. MAGIS      | kötőszó: ’azonban, de’                                                                                      | más | < lat. MAGIS        | (a →mucho középfoka) fokozó határozószó: ’több, többé’, ’inkább, jobban’ |
| mi  | < lat. MEUS, MI   | (→mío) birtokos melléknév: ’az én …-m’                                                                      | mí  | < lat. MIHI, MĪ     | (→yo) személyes névmás elöljárós esete: ’én’                             |
| se  | < lat. SĒ         | visszaható és kölcsönös személyes névmás: ’magát, magukat’, ’magának, maguknak’; szenvedő általános névmás. | sé  | 1. < lat. SAPIO     | (→saber) ige: ’tudok’                                                    |
| se  | < lat. SĒ         | visszaható és kölcsönös személyes névmás: ’magát, magukat’, ’magának, maguknak’; szenvedő általános névmás. | sé  | 2. < lat. SEDE      | (→ser) ige: ’legyél!’                                                    |
| si  | < lat. SĪ         | kötőszó: ’ha’, ’vajon, -e’                                                                                  | sí  | 1. < lat. SĪC       | határozószó: ’igen’                                                      |
| si  | < lat. SĪ         | kötőszó: ’ha’, ’vajon, -e’                                                                                  | sí  | 2. < lat. SIBI      | (→se) visszaható névmás (elöljárós eset): ’saját maga/maguk’             |
| te  | < lat. TĒ         | (→tú) személyes névmás tárgy-/részes esete: ’téged, magad; neked’                                           | té  | kínai (nyelvjárási) | főnév: ’tea’                                                             |
| tu  | < lat. TUUS, TUO  | (→tuyo) birtokos melléknév: ’a te …-d’                                                                      | tú  | < lat. TŪ           | személyes névmás (alany-/megszólító eset): ’te’                          |

Hangsúlyozás szempontjából egyfajta kivételt képez a más szó, amely a ’plusz, meg’ jelentésben hangsúlytalanul ejtődik, de az íráshagyomány miatt az ékezetet őrzi.

## Egyéb esetek

### Kérdő és felkiáltó névmások
Az adónde ’hova’, cómo ’hogyan’, cuál ’mely’, cuán ’mennyire’, cuándo ’mikor’, cuánto ’mennyi’, dónde ’hol’, qué ’mi(t)’ és quién ’ki’ szavak, melyeknek kérdő vagy felkiáltó szerepük van, hangsúlyosak, és jelentésmegkülönböztető ékezetet viselnek. Vagy közvetlen kérdő vagy felkitáltó jellegű mondanivalót vezetnek  be: ¿Adónde vamos? ’Hová megyünk?’; ¡Qué suerte ha tenido! ’Micsoda szerencséje volt!’; vagy pedig közvetett kérdő vagy felkiáltó mellékmondatokat: Pregúntales dónde está el ayuntamiento ’Kérdezd meg tőlük, hogy hol van a városháza’; No tenían qué comer ’Nem volt mit enniük’; Imagínate cómo habrá crecido que no lo reconocí ’Képzeld el, hogy megnőhetett, hogy nem ismertem meg’; Verá usted qué frío hace fuera ’Majd meglátja Ön, milyen hideg van odakint’. Ezen kívül funkcionálhatnak főnévként is: Se propuso averiguar el cómo, el cuándo y el dónde de aquellos sucesos ’Javasolták kideríteni, hogyan, hol és mikor történtek azok az esetek’ [szó szerint: ’Javasoltatott kideríteni a hogyanja, a mikorja és a holja azoknak az eseteknek’].
Ugyanezek a szavak hangsúlytalanok, amikor vonatkozó névmásként vagy kötőszóként állnak a mondatban, s ebből következően ékezet nélkül írandók: El lugar adonde vamos te gustará ’A hely, ahova megyünk, tetszeni fog neked’; El que lo sepa que lo diga ’Az, aki tudja, mondja is meg’. E szabály alól kivételt képeznek az el cual, la cual (’amely’), lo cual (’ami’), los cuales, las cuales (’amelyek’) összetett vonatkozó névmások, amelyekben a cual hangsúlyosan ejtendő, mégsem írandó ékezettel.

### Aúnésaun
E határozószó (< latin ADHŪC ’még’) használata ingadozik a hiátussal történő kétszótagú [aˈun] és a diftongussal való egyszótagú [ˈaŭn] ejtés között, különböző tényezőktől – szemantikai értéke, helye a mondanivalóban, a beszéd gyorsasága vagy emfatikus jellege, a beszélő eredete stb. – függően. Valójában itt nem jelentésmegkülönböztető ékezetről van szó, mivel az első esetben a szó kétszótagú, melynek hangsúlya egy nyílt magánhangzó mellett lévő u-ra esik (amely hangsúlytalanul félhangzó lenne, tehát nem alkotna különálló szótagot); míg a második esetben a szó egyszótagú és hangsúlytalan, kettőshangzóval ejtve. Mindazonáltal, mivel nem lehet egyértelműen megfeleltetni egymásnak e szó különféle használatait és egy- (kettőshangzóval), illetve kétszótagúként (hiátussal) történő ejtését, ezért a helyesírás ezt is a jelentésmegkülönböztető ékezetnél tárgyalja, mégpedig az alábbi szabályok szerint.
a) Az aún ékezettel írandó, amikor helyettesíthető a todavía ’még [mindig], még inkább’ szóval (úgy időbeli jelentésben, mint túlzó vagy nyomatékosító szerepben), anélkül, hogy a mondat értelme megváltozna:
- Aún (todavía) la espera ’Még mindig várja őt [nőt]’;
- Este modelo tiene aún (todavía) más potencia ’Ennek a típusnak még nagyobb a teljesítménye’;
- Tiene una biblioteca de más de cinco mil volúmenes y aún (todavía) se queja de tener pocos libros ’Több mint ötezer kötetből álló könyvgyűjteménye van, és még így is panaszkodik, hogy kevés könyve van’;
- Ahora que he vuelto a ver la película, me parece aún (todavía) más genial ’Most, hogy újra megnéztem a filmet, még zseniálisabbnak tűnik számomra’.

b) Amikor a szó a ’sőt, még [ha]’ jelentésben használatos (tagadásnál is), ékezet nélkül írandó:
- Aprobaron todos, aun los que no estudian nunca ’Letették [a vizsgát] mindannyian, még azok is, akik nem tanulnak soha’;
- Puedes quejarte y aun negarte a venir, pero al final iremos ’Panaszkodhatsz, sőt, megtagadhatod, hogy jössz, de a végén menni fogunk’;
- Ni aun de lejos se parece a su hermano ’Még csak távolról sem hasonlít a testvérére’.

Amikor az aun szónak megengedő értelme van, úgy az aun cuando kötőszó értékű szókapcsolatban, mint amikor határozószó vagy gerundio követi, szintén ékezet nélkül íródik:
- Aun cuando [=aunque] no lo pidas, te lo darán ’Még amikor [=habár] nem kéred, akkor is oda fogják adni neked’;
- Me esmeraré, pero aun así [=aunque sea así], él no quedará satisfecho ’Igyekezni fogok, de még így is [=bár így lesz], ő nem lesz elégedett’;
- Aun conociendo [=aunque conoce] sus limitaciones, decidió intentarlo ’Ismervén [=habár ismeri] a korlátait, mégis úgy döntött, hogy megpróbálja’.

Amint látható, az utolsó esetben az aun az aunque ’(ha)bár’ kötőszónak felel meg.

## A 2010-es helyesírási reform
Az akadémiai helyesírás 2010-es kiadása a solo (=solamente) ’csak’ határozószó, az önállóan használt hím- és nőnemű mutató névmások (este, esta, estos, estas, ese, esa, esos, esas, aquel, aquella, aquellos, aquellos), valamint a számok közötti o ’vagy’ kötőszó ékezethasználatát „a hangsúly egyértelmű jelölésének elve” alapján – mely kimondja, hogy minden szóbeli hangsúlyozáshoz csak egyféle írásmód tartozhat, és fordítva – eltörölte. Az 1999-es szabályozás szerint a előbbieket akkor kellett ékezettel írni, ha félreérthető lett volna, hogy határozói (sólo), vagy melléknévi (solo), illetve jelzői (este, esta stb.) vagy névmási (éste, ésta stb.) szerepben állnak-e. Azonban mivel a melléknevek és a határozószók mindig hangsúlyosak, ezért ezekben az esetekben az ékezet kitétele vagy nem kitétele nem jelentett eltérő hangsúlyozást (csupán írásbeli megkülönböztetést), így ez ellentmondott a hangsúly egyértelmű jelölése (lásd fentebb), valamint a gazdaságosság elvének.

## Külső hivatkozások
- Diccionario de la lengua española (DRAE)
- Diccionario panhispánico de dudas Archiválva 2009. február 17-i dátummal a Wayback Machine-ben (DPD)